# Полтавщина: Історичний нарис
Полтавщина: Історичний нарис — історико-краєзнавче видання, присвячене історії, культурі, пам'яткам і видатним особам Полтавської області України. Більша частина книги присвячена історії Полтавщини від пізньопалеолітичної епохи до 2005 року. 

## Глави
- Полтавщина за первісної доби,
- Полтавщина у 1239-1569 роках,
- Полтавщина у 1569-1686 роках,
- Полтавщина у 1687-1781 роках,
- Полтавщина у 1782-1861 роках,
- Полтавська губернія у пореформені роки (1861-1917),
- Полтавщина в добу Української революції (1917-1920),
- Полтавщина в 1920-1929 роках,
- Полтавщина в період радянської модернізвції країни (1929-1939),
- Полтавщина у роки Другої світової війни (1939-1945),
- Полтавщина у 1945-1965 роках,
- Полтавщина в період кризи радянського ладу (1965-1985),
- Полтавщина у 1986-1996 роках,
- Полтавщина у 1996-2004 роках,
- Штрихи Помаранчевої революції на Полтавщині.

## Додатки
- Діячі науки, літератури і мистецтв,
- Пам'ятки історії та культури Полтавщини,
- Народні ремесла Полтавщини,
- Заповідна мережа Полтавщини,
- Алфавітний показчик імен та географічних назв.

## Редакційна колегія
Б. В. Год, Г. П. Грибан, П. В. Киридон, М. І. Лахижа, О. І. Литвиненко, В. Є. Лобурець, В. О. Марченко, В. О. Мокляк, І. М. Момот, О. О. Нестуля, В. О. Пащенко (голова), Є. М. Скляренко, О. Б. Супруненко, П. Т. Тронько, М. А. Якименко.

## Службова інформація
ББК 26.890 (4Укр—4Пол) + 63.3 (4Укр—4Пол)
Пол49
Полтавщина. Історичний нарис. — Полтава : Дивосвіт, 2005. — 592 с. + 48 с. вкл. — ISBN 966-7891-089-9 Помилка параметра в {{ISBN}}: довжина.